# Lamordé (Dargala)
Pour les articles homonymes, voir Lamordé.
Lamordé est une localité du Cameroun située dans l'arrondissement de Dargala, le département du Diamaré et la région de l’Extrême-Nord. Elle fait partie du lawanat de Wouro Zangui.

## Population
En 1975, la localité comptait 424 habitants, dont 403 Peuls et 21 Kéra.
Lors du recensement de 2005, on y a dénombré 316 personnes.